# Otevřít a zavřít
Otevřít a zavřít (v anglickém originále Open and Shut) je devatenáctá epizoda z šesté řady amerického lékařského dramatu Dr. House.

## Děj
Julia, 35letá matka, dostane náhle horečkou a silnou bolest břicha po mírně nepříjemném setkání s jejím manželem, Tomem a jejím dalším sexuálním partnerem Damianem. 
Jakmile tým zahájí diferenciální diagnostiku, stává se pacientčino otevřené manželství hlavním tématem diskuse a je přítomno mnoho různých názorů. To se Houseovi zdá tak zajímavé, že se sám rozhodne osobně provést první diagnostický test. Během testu Julia neúnavně prohlašuje, že jsou dokonale v pořádku a šťastný pár. 
Na rozdíl od sexuálního života pacientky vidíme, jak Taub jemně flirtuje s Mayou, zdravotní sestrou, která pracuje v nemocnici. Třináctka ho s tím okamžitě konfrontuje, ale on tvrdí, že nedělá nic špatného. House ho nutí k tomu, aby provedl test, který trvá celou noc, což mu také zabrání jít domů. Julia stále trvá na svém názoru a zajde tak daleko, že tvrdí, že otevřenost jejich manželství jim umožňuje být šťastný. Během testu pacientka vykazuje nový příznak: arytmii. V této chvíli je parazit hlavní teorií, takže je nutné, aby tým vyzpovídal Julii i Toma ohledně jejich sexuálního života, což vede k překvapivému objevu: Tom nemá sex s žádnou jinou ženou. Tvrdí, že to dělá pro Julii a porovnává to s jinými běžnými činnostmi (jít na koncert, i když člověk nenávidí hudbu), které člověk dělá jen proto, aby partner měl radost. House okamžitě dochází k závěru, že lže a že Tom nějak zradí svou ženu, ne nutně sexuálně. 
Taub má večeři se svou manželkou Rachel, která se stane podezřívavou, když nedbale uvede, že jeho současný pacient je v otevřeném manželství. Její první myšlenka je, že ji podvádí (znovu), částečně kvůli nedávné noci, kterou strávil mimo domov (když prováděl test zadaný Housem). Taub je naprosto upřímný a zmiňuje Mayu, o které lidé říkají, že ho přitahuje, ale tvrdí, že ji nemiluje. Krátce nato odchází poté, což mu přijde zpráva na pager, Rachel s tím nesouhlasí. 
V další scéně House usoudí, že Taub strávil noc v nemocnici, s čímž on souhlasí.  
Cuddyová konfrontuje House s dosud neznámým detailem: Julie nemá zdravotní pojištění. To vede k odhalení, že ona a Tom jsou pozadu v placení pojistného, způsobeném tím, že ztratil spoustu peněz, včetně všech svých úspor, což potvrdilo Houseovu teorii, že ji nějak zradil. Julie kvůli tomu posílá Toma domů. 
Taub přijde domů poté, co zůstal v práci další noc. Rachel říká, že ta část, která ji nejvíce trápila, nebyla skutečnost, že měl sex s jinou ženou, ale skutečnost, že tolikrát lhal, aby to zakryl. Říká, že nechce, aby se to opakovalo znovu, že ho miluje a skutečně věří, že ji miluje. Dovoluje mu, aby měl poměr s přísnými omezeními a věří, že toto je její jediná možnost, jak udržet manželství celé. 
Příští ráno House okamžitě odvodí, co se stalo. Tým se o tom nějaký čas baví. Rychle se ale vracejí k léčbě pacienta, ale pokračují v diskusi o tomto problému i při provádění operace. Taub prohlašuje, že by mu nevadilo, že by jeho žena měla také poměr, a řekl, že by raději žárlil, než lhal. 
Tým zjišťuje, že pacientce pomohl baryový roztok, z toho usuzují, že jde o invaginaci. 
Hned po operaci Taub dostane page. Jde na parkoviště, kde plačící Rachel vezme zpět to, co řekla dříve. Taub ji ujišťuje, že se nic nestalo a že vše, co potřebuje, je ona a jde s ní domů. 

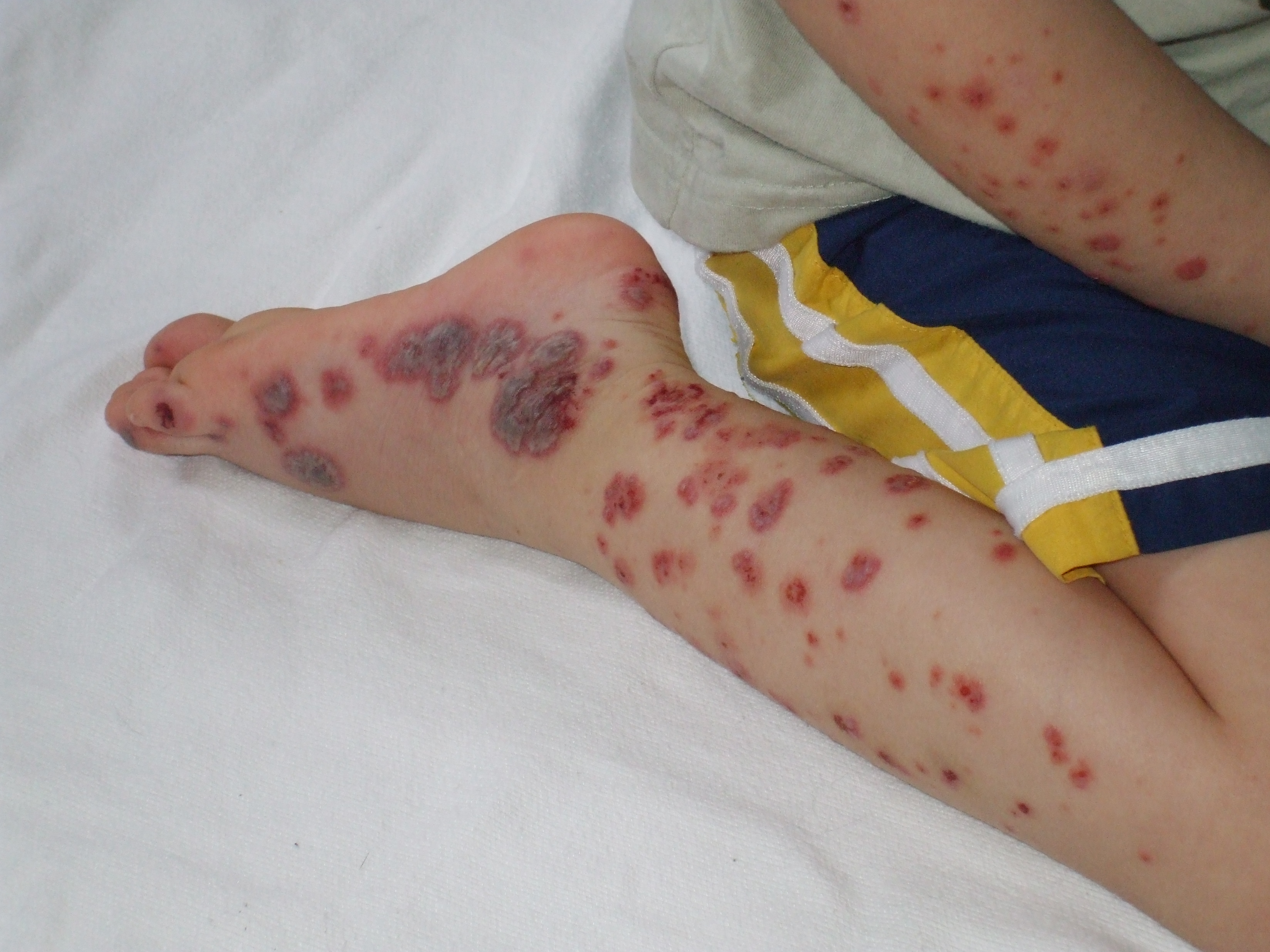
Kožní exantém typický pro Henochova–Schönleinova purpuru, který měla pacientka v ústech

Třináctka a Julia mají další řeč. Třináctka jí prozradí, že Tom za poslední rok ve skutečnosti nespal s žádnou jinou ženou, a lhal jí, aby se necítila špatně. To vede k jejímu zavolání Toma zpět. Přináší květiny, které pocházejí z jejich vlastní zahrady. Tato nová informace vede k tomu, že si House přichází na novou teorii, Henoch–Schönleinovu purpuru v důsledku měsíc starého včelího bodnutí, což se ukáže jako správná diagnóza. 
Ve vedlejší dějové linii se Wilsonův vztah k jeho bývalé manželce Sam nadále vyvíjí. Na začátku epizody House upozorňuje na Wilsona, že nechala mléko ve dveřích lednice místo ve vnitřku lednice, co Wilson nenávidí. Později si Wilson všimne, že v bytě je zdánlivě dost drobných detailů, kterým Sam nevěnuje pozornost (nesprávné umisťování nádobí do pračky, házení banánových slupek do koše na ložnici). V souvislosti s tím se hádají, ale docházejí k závěru, že zatímco Sam byla obviněna z těchto věcí, byl to celou dobu House. Přesto to nakonec vede k mnohem větší hádce, v níž oba zmiňují podrobnosti ze svého minulého manželství. 
Wilson mluví s Housem a obviňuje ho, že zkazil jeho vztah se Sam. House, zatímco mu říká, že je mu to líto, popírá, že by jeho jednání mělo nějaký účinek, tvrdí, že pokud by jeho nepatrné nepokoje tento vztah zničily, stejně by se vztah brzy rozpadl. Ke konci epizody se Wilson a Sam smířili. Oba uznávají, že se změnili. Přejí si, aby měli tuto hádku před mnoha lety a věří, že by to zachránilo jejich manželství. Když epizoda končí, je vidět, jak se House dívá na Sam a Wilsona, kteří se smějí a hrají pokerovou hru, přičemž umístí mléko do dveří lednice. 
V závěrečné scéně epizody se Taub náhodou setká s Mayou na parkovišti a pomůže jí při nakládání těžké krabice do jejího kufru. Taub nakonec podlehne své touze, a je ukázáno, jak líbá Mayu a nasedá do jejího auta, aby „někam vyrazili“. 

## Diagnózy
- špatné diagnózy: herpes, parazitická infekce, amebiáza, karcinom kůry nadledvin, krevní sraženina, invaginace, Bechtěrevova nemoc, hemochromatóza, sarkoidóza
- správná diagnóza: Henochova–Schönleinova purpura